# Une femme marquée
Pour les articles homonymes, voir Too Much, Too Soon.
Pour plus de détails, voir Fiche technique et Distribution.
Une femme marquée (titre original : Too Much, Too Soon) est un film américain réalisé par Art Napoleon, sorti en 1958.
Ce film biographique est inspiré de la vie de Diana Barrymore — la fille de John Barrymore — qui était alcoolique.

## Fiche technique
- Titre : Une femme marquée
- Titre original : Too Much, Too Soon
- Réalisation : Art Napoleon
- Scénario : Art Napoleon et Jo Napoleon d'après le livre de Diana Barrymore et Gerold Frank
- Production : Henry Blanke
- Société de production : Warner Bros. Pictures
- Musique : Ernest Gold
- Photographie : Carl E. Guthrie et Nicholas Musuraca
- Montage : Owen Marks
- Costumes : Orry-Kelly
- Pays d'origine : États-Unis
- Format : noir et blanc - Mono
- Genre : Film dramatique,  Film biographique
- Durée : 121 minutes
- Date de sortie : 1958

## Distribution
- Dorothy Malone : Diana Barrymore
- Errol Flynn : John Barrymore
- Efrem Zimbalist Jr. : Vincent Bryant
- Ray Danton : John Howard
- Neva Patterson : Blanche Oehlrichs
- Murray Hamilton : Charlie Snow
- Martin Milner : Lincoln Forrester
- John Dennis : Walter Gerhardt

Acteurs non crédités
- Jim Bannon : l'acteur interprétant Thomas Jefferson dans la pièce
- Joanna Barnes : une invitée de la fête
- Charles Evans : un invité de la fête
- Kathleen Freeman : Miss Magruder
- William Henry : Henry Trent
- Gavin Muir : Sean